# اوليريك تشافاس
اوليريك تشافاس (17 أكتوبر 1980 في فرنسا - ) (بالفرنسية: Ulrick Chavas)‏ هو لاعب كرة قدم فرنسي في مركز الوسط. لعب مع نادي تولوز ونادي سيت ونادي فان ونادي مارتيغ ونادي مولان ونيم أولمبيك وES Uzès Pont du Gard ‏.

## وصلات خارجية
- اوليريك تشافاس على موقع رابطة كرة القدم الفرنسية للمحترفين (الإنجليزية)
- اوليريك تشافاس على موقع قاعدة بيانات كرة القدم.إي يو (الإنجليزية)